# Rendez-vous à Stella-Plage
Rendez-vous à Stella-Plage (deutsch Rendezvous in Stella-Plage) ist ein französischer Kurzfilm von Shalimar Preuss aus dem Jahr 2009. In Deutschland feierte der Film am 2. Mai 2010 bei den Internationalen Kurzfilmtagen in Oberhausen Premiere.

## Handlung
Einsamkeit betrifft junge und alte Menschen gleichermaßen. Der Film zeigt, wie jeder versucht auf seine Weise aus dieser Einsamkeit zu entkommen.

## Kritiken
„Eine lobende Erwähnung spricht die Jury des Ministerpräsidenten des Landes Nordrhein-Westfalen dem Film ‚Rendez-vous à Stella-Plage‘ von Shalimar Preuss aus. In seiner assoziativen Grundstruktur verknüpft der Film zwei voneinander unabhängige Geschichten über Nähe und Ferne, Festhaltenwollen und Loslassenmüssen.“

## Auszeichnungen
Internationale Kurzfilmtage Oberhausen 2010
- Lobende Erwähnung des Ministerpräsidenten des Landes NRW

Sarajevo Film Festival 2010
- Nominierung für den Prix UIP du court-métrage